# Cao Qi
Cao Qi, född 15 januari 1974, är en friidrottare från Kina. Hon deltog vid olympiska sommarspelen 2000.